# سیارک ۱۴۵۶۶
سیارک ۱۴۵۶۶ (به انگلیسی: 14566 Hokuleʻa، نامگذاری:1998MY7) چهارده هزار و پانصد و شصت و ششمین سیارک کشف شده‌است که در ۱۹ ژوئن ۱۹۹۸ کشف شد.
قدر مطلق سیارک برابر ۲۳.۴ است.